# Rok Tomažinčič
Rok Tomažinčič, slovenski bobnar in tolkalist, * 23. avgust 1982, Šempeter pri Gorici.
Rok Tomažinčič se je z bobni prvič pobližje spoznal v nižji glasbeni šoli, kamor se je vpisal z desetimi leti. Njegov učitelj je bil kitarist skupine Prizma, Igor Kos.
Prva glasbena skupina, v kateri je sodeloval, je bila Simple, ki je postala poznana po skladbah Sam in Banda za ples. Delovali so od 1998 do 2001. 
Zatem je nekaj časa nastopal v spremljevalni skupini Polone Furlan, dokler se ni leta 2003  pridružil skupini Kalamari, katere član je bil do leta 2008. 
Sodeloval je tudi z mnogimi drugimi glasbeniki, med drugim 
s Slavkom Ivančićem in Danilom Kocjančičem.